# Benjamin Spindler
Benjamin „Benny“ Spindler (* 9. Juli 1985 in Darmstadt) ist ein professioneller deutscher Pokerspieler. Er gewann 2011 das Main Event der European Poker Tour.

## Pokerkarriere
Spindler stammt aus Weiterstadt. Anfang Januar 2009 belegte er beim Main Event des PokerStars Caribbean Adventures auf den Bahamas den dritten Platz und gewann ein Preisgeld von 1,1 Millionen US-Dollar. Im Juni 2009 war der Deutsche erstmals bei der World Series of Poker im Rio All-Suite Hotel and Casino am Las Vegas Strip erfolgreich und kam bei der Heads-Up Championship in die Geldränge. Anfang Oktober 2011 gewann er das Main Event der European Poker Tour in London. Dafür setzte sich Spindler gegen 690 andere Spieler durch und sicherte sich eine Siegprämie von 750.000 Britischen Pfund. Im Oktober 2012 entschied er ein Side-Event der EPT in Sanremo für sich und erhielt aufgrund eines Deals mit Keven Stammen 230.000 Euro. 2013 erreichte Spindler sowohl beim Main Event der World Series of Poker Asia Pacific in Melbourne als auch beim Main Event der World Series of Poker Europe in Enghien-les-Bains den Finaltisch und belegte jeweils den sechsten Platz, was ihm Preisgelder von umgerechnet mehr als 320.000 US-Dollar einbrachte. Die A$25.000 Challenge der Aussie Millions Poker Championship in Melbourne beendete er im Januar 2016 als Achter und erhielt knapp 110.000 Australische Dollar. Seitdem blieben größere Turniererfolge aus.
Insgesamt hat sich Spindler mit Poker bei Live-Turnieren mindestens 4,5 Millionen US-Dollar erspielt. Online war er unter den Nicknames toweliestar (PokerStars) und psychobenny (Full Tilt Poker) aktiv.